# São Miguel (Rio Grande do Norte)
São Miguel é um município brasileiro do estado do Rio Grande do Norte, na região do Alto Oeste Potiguar, a uma distância de 431 km da capital do estado, Natal. Ocupa uma área de pouco mais de 166 km², e sua população em 2024 era de 24 329 habitantes, de acordo com Instituto Brasileiro de Geografia e Estatística (IBGE), sendo então o vigésimo quinto mais populoso do estado. Maior produtor de milho do Rio Grande do Norte, São Miguel é um centro de zona na hierarquia urbana do Brasil, exercendo influência sobre as suas imediações.
Sua história começa no século XVIII, quando ocorreu a chegada do português Manoel José de Carvalho à zona serrana do Rio Grande do Norte, dando origem ao povoado em torno de uma lagoa, em 29 de setembro de 1750, no dia de São Miguel Arcanjo, que se tornou o padroeiro local. No século XIX (1875), foi elevado à categoria de vila e depois à categoria de município, desmembrado de Pau dos Ferros. Desde a sua emancipação, desmembram-se de seu território os atuais municípios de Doutor Severiano (1962), Coronel João Pessoa (1963) e Venha-Ver (1992).

## História
Na metade do século XVIII, quando o Brasil ainda era colônia de Portugal, Manoel José de Carvalho veio de Icó, Ceará, à procura de novas terras que pudessem ser povoadas e dessem melhores condições de sobrevivência. Chegando à zona serrana do Rio Grande do Norte, ele encontrou uma vegetação diversificada, dando à região uma beleza singular. Durante a caminhada, muitos lugares foram registrados, alguns desses dados por ele, que permaneceram até hoje com o mesmo nome no registro histórico, como as lagoas dos Cedros, dos Mil Homens, São João. Manoel ficou deslumbrado durante sua trajetória na região devido ao clima agradável e às belezas da região, e afirmou:
| “ | Estamos na Lagoa de São Miguel, aqui ficarei e um povoado se construirá ao redor de onde estamos. | ” |

O nascimento da vila ocorrera em 29 de setembro de 1750, no dia em que era comemorado o dia de São Miguel Arcanjo. Após o fundação do pequeno povoado, este começou a crescer, devido principalmente à vinda de pessoas de outros lugares para São Miguel. A base econômica do povoado começou a se desenvolver principalmente na agropecuária, mas em um processo que ocorreu lenta e gradativamente. Inicialmente subordinado a Portalegre, o povoado de São Miguel passou a pertencer a Pau dos Ferros após a emancipação deste, em 1856. Naquela época, só existiam, na região do oeste potiguar, apenas três povoados (Apodi, Portalegre e Pau dos Ferros), sendo que outros dois começavam a se destacar, sendo São Miguel um deles (o outro era Luís Gomes), mas seu crescimento era mais dificultado devido à sua localização em serra.
Em 9 de setembro de 1875, por meio da lei provincial n° 775, São Miguel é elevado à categoria de vila e, ao mesmo tempo, era criada a freguesia de São Miguel. Em 11 de dezembro de 1876, a vila é desmembrada de Pau dos Ferros e São Miguel torna-se um novo município do Rio Grande do Norte. A instalação oficial do município e da freguesia, que se tornara paróquia, ocorreram em 29 de junho de 1883. A nova paróquia teve como primeiro pároco o Pe. Cosme Leite da Silva, que exerceu a função até sua morte, em 1909.
Em 1911, o nome do município fora alterado de São Miguel do Pau dos Ferros. Tal alteração permaneceu até 1938, quando, por meio do decreto de lei estadual n° 474, em 26 de abril de 1938, o município volta ao seu nome original. Em 1950, ano do bicentenário da fundação de São Miguel, a cidade ganha uma estátua em honra ao seu padroeiro, que foi inaugurada em 17 de agosto no meio da Praça 7 de Setembro. Em 1953, através de leis estaduais, o município passou a ser constituído pela sede e mais dois distritos: Coronel João Pessoa e Doutor Severiano, ambos desmembrados na década de 1960 e elevados à categoria de município. Em 1963, foi criado o distrito de Padre Cosme, atual município de Venha-Ver, emancipado em 1992. Desde então São Miguel permanece com a mesma divisão territorial.
Em 2009, durante as comemorações do São João na Serra, o Parque da Lagoa de São Miguel foi restaurado, tornando-se um dos principais atrativos turísticos da cidade. A inauguração deste atrativo turístico ocorreu em 20 de junho, com um show da dupla Zezé Di Camargo & Luciano.

## Geografia
Distante 431 km da capital estadual, Natal, São Miguel ocupa uma área de 166,233 km² (0,3148% da superfície estadual), dos quais 5,215 km² constituem a área urbana. Limita-se a norte com Doutor Severiano, a sul com Venha-Ver, a leste com Coronel João Pessoa e Encanto e a oeste com Pereiro e Icó, ambos no Ceará. Conforme a divisão territorial vigente desde 2017, São Miguel pertence à região geográfica imediata de Pau dos Ferros, dentro da região geográfica intermediária de Mossoró; até então, com a vigência das divisões em mesorregiões e microrregiões, fazia parte da microrregião da Serra de São Miguel, que por sua vez estava incluída na mesorregião do Oeste Potiguar.
O relevo do município, com altitudes predominando entre 400 e 800 metros, é ondulado e está inserido no Planalto da Borborema, do qual fazem parte as serras do Camará, das Porteiras e de São Miguel e o Serrote Verde. A geologia local compreende rochas graníticas datadas do período Pré-Cambriano superior, com idade entre 600 milhões e um bilhão de anos, dentro da área de abrangência do embasamento cristalino. Os solos são argilosos, bem drenados e relativamente férteis, característicos dos solos podzólicos vermelho-amarelos equivalentes eutróficos, chamados de luvissolo na nova classificação brasileira de solos. Esses solos são cobertos pela vegetação de pequeno porte, que perde suas folhas na estação seca, a Caatinga, intercalada com trechos de floresta caducifólia, de porte maior.
São Miguel possui toda a sua área territorial nos domínios da bacia hidrográfica do rio Apodi-Mossoró, sendo cortado pelos riachos Moura e São Gonçalo. Dentre os reservatórios, o maior deles é Açude Bonito, a dez quilômetros da cidade, com capacidade total para represar 10 865 000 m³. O município está incluído na área do semiárido brasileiro definida pelo Ministério da Integração Nacional em 2005, cuja delimitação levou em conta o índice pluviométrico e o risco de seca. Levando-se em conta apenas a precipitação, o clima é tropical chuvoso, com chuvas concentradas no primeiro semestre. Segundo dados da Empresa de Pesquisa Agropecuária do Rio Grande do Norte (EMPARN), desde 1911 o maior acumulado de chuva em 24 horas registrado na cidade atingiu 200 mm em 20 de fevereiro de 1959, seguido por 198 mm em 25 de março de 1958 e 185 mm em 22 de março de 1960. O recorde mensal é de 836,6 mm em março de 1960.
| Dados pluviométricos para São Miguel (mm) | Dados pluviométricos para São Miguel (mm) | Dados pluviométricos para São Miguel (mm) | Dados pluviométricos para São Miguel (mm) | Dados pluviométricos para São Miguel (mm) | Dados pluviométricos para São Miguel (mm) | Dados pluviométricos para São Miguel (mm) | Dados pluviométricos para São Miguel (mm) | Dados pluviométricos para São Miguel (mm) | Dados pluviométricos para São Miguel (mm) | Dados pluviométricos para São Miguel (mm) | Dados pluviométricos para São Miguel (mm) | Dados pluviométricos para São Miguel (mm) | Dados pluviométricos para São Miguel (mm) |
|                                           | Jan                                       | Fev                                       | Mar                                       | Abr                                       | Mai                                       | Jun                                       | Jul                                       | Ago                                       | Set                                       | Out                                       | Nov                                       | Dez                                       | Total                                     |
| ----------------------------------------- | ----------------------------------------- | ----------------------------------------- | ----------------------------------------- | ----------------------------------------- | ----------------------------------------- | ----------------------------------------- | ----------------------------------------- | ----------------------------------------- | ----------------------------------------- | ----------------------------------------- | ----------------------------------------- | ----------------------------------------- | ----------------------------------------- |
| Cidade (1911-2006) (EMPARN)               | 72,2                                      | 123,2                                     | 203,7                                     | 172,8                                     | 112,7                                     | 48                                        | 23,4                                      | 10                                        | 7,2                                       | 4,2                                       | 5,8                                       | 17,6                                      | 800,8                                     |
| Açude Bonito (1962-2019) (ANA)            | 95,7                                      | 126,4                                     | 199,7                                     | 193,9                                     | 121                                       | 49,8                                      | 34,4                                      | 10,9                                      | 5                                         | 7,8                                       | 8,9                                       | 27,9                                      | 881,4                                     |

## Demografia
A população de São Miguel no censo demográfico de 2010 era de 22 157 habitantes, sendo o 25º município mais populoso do Rio Grande do Norte e o 1 489° do Brasil, apresentando uma densidade populacional de 129,05 km² e a maior parte (65,44%) vivendo na zona urbana. Com 52,29% dos habitantes sendo do sexo feminino e 47,71% do sexo masculino, tendo uma razão de sexo de 91,26. Quanto à faixa etária, 63,1% tinham entre 15 e 64 anos, 27,58% até os quinze anos e 9,32% 65 anos ou mais. Ainda segundo o mesmo censo, a maior parte da população (63,86%) era branca, havendo também pardos (31,36%), pretos (3,89%) e minorias de amarelos (0,85%) e indígenas (0,05%).

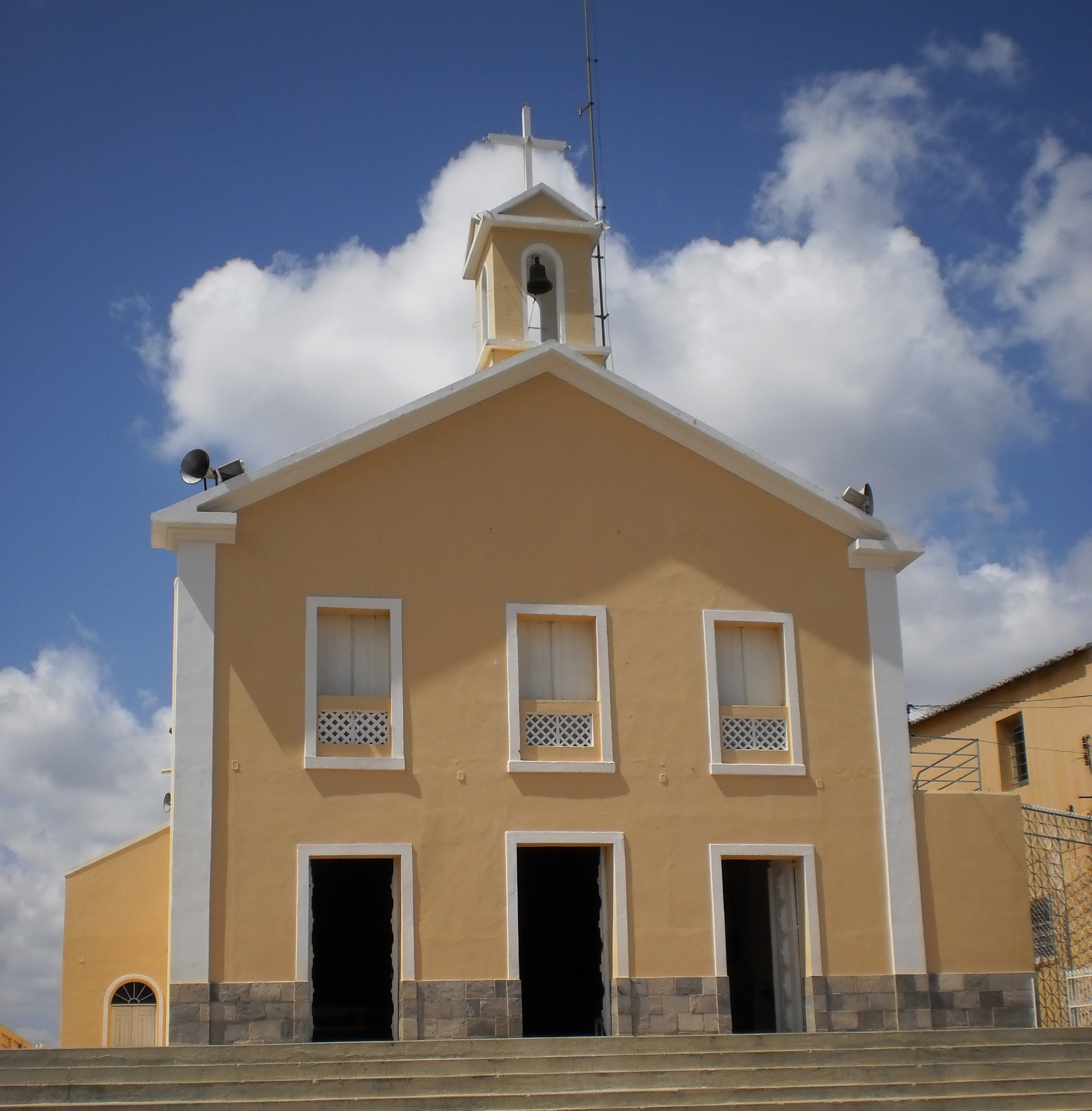
Igreja Matriz de São Miguel, sede da paróquia de São Miguel Arcanjo, que faz parte da Diocese de Mossoró

Levando-se em conta a origem da população, todos os habitantes eram brasileiros natos, dos quais 78,31% naturais do município. Dentre os 15,18% naturais de outras unidades da federação, 10,02% eram do Ceará, 2,24% de São Paulo, 0,77% do Distrito Federal e os 2,15% restantes de ao menos outros onze estados.
Ainda segundo o mesmo censo, 93,55% da população micaelense eram católicos apostólicos romanos, 4,69% evangélicos, 0,33% testemunhas de Jeová e 0,11% espíritas. Outros 1,32% não tinham religião. Na Igreja Católica, o município pertence à Diocese de Mossoró. A paróquia da cidade foi criada em 9 de setembro de 1875 e, geograficamente, também fazem parte dela os municípios de Coronel João Pessoa, São Miguel e Venha-Ver. São Miguel também possui diversos credos protestantes ou reformados, dentre elas a Casa de Adoração, Assembleia de Deus, Congregação Cristã do Brasil, Igreja Adventista do Sétimo Dia, Igreja Batista, Igreja Presbiteriana e Igreja Universal do Reino de Deus.
O Índice de Desenvolvimento Humano (IDH-M) do município é considerado médio. Segundo dados do relatório de 2010, divulgados em 2013 pelo Programa das Nações Unidas para o Desenvolvimento (PNUD), seu valor era de 0,606, estando na 83ª colocação no estado e na 3 999ª do país. Considerando-se apenas a longevidade, seu valor é 0,747, o valor do índice de renda é 0,573 e o de educação 0,518. Em 2010, 60,34% da população micaelense vivia acima da linha de pobreza, 21,34% abaixo da linha de indigência e 18,32% entre as linhas de indigência e de pobreza. No mesmo ano, os 20% mais ricos eram responsáveis por 56,03% no rendimento total municipal, valor quase 24 vezes superior à dos 20% mais pobres, de apenas 2,36%, sendo o índice de Gini, que mede a desigualdade social, igual a 0,54.

## Política
De acordo com a lei orgânica de São Miguel, promulgada no dia 3 de abril de 1990 e alterada por meio de emendas posteriores, a administração municipal se dá pelos poderes executivo e legislativo, o primeiro exercido pelo prefeito, auxiliado pelo seu gabinete de secretários, e o segundo representado pela Câmara Municipal, que possuía nove vereadores até 2016, número que subiu para onze a partir de 2017.
A sede da Câmara é o Palácio João Pessoa de Amorim, cabendo à casa, dentre suas atribuições, elaborar e votar leis fundamentais à administração e ao executivo, especialmente o orçamento municipal. Tanto o prefeito quanto os vereadores são eleitos por meio do voto direto para mandatos com duração de quatro anos.
São Miguel possui uma comarca do poder judiciário estadual, de entrância inicial, cujos termos são os municípios de Coronel João Pessoa, Doutor Severiano e Venha-Ver. Pertence à 43ª zona eleitoral do Rio Grande do Norte, possuindo 18 461 eleitores em dezembro de 2021, conforme dados do Tribunal Superior Eleitoral (TSE), o que corresponde a 0,785% do eleitorado estadual.

## Economia

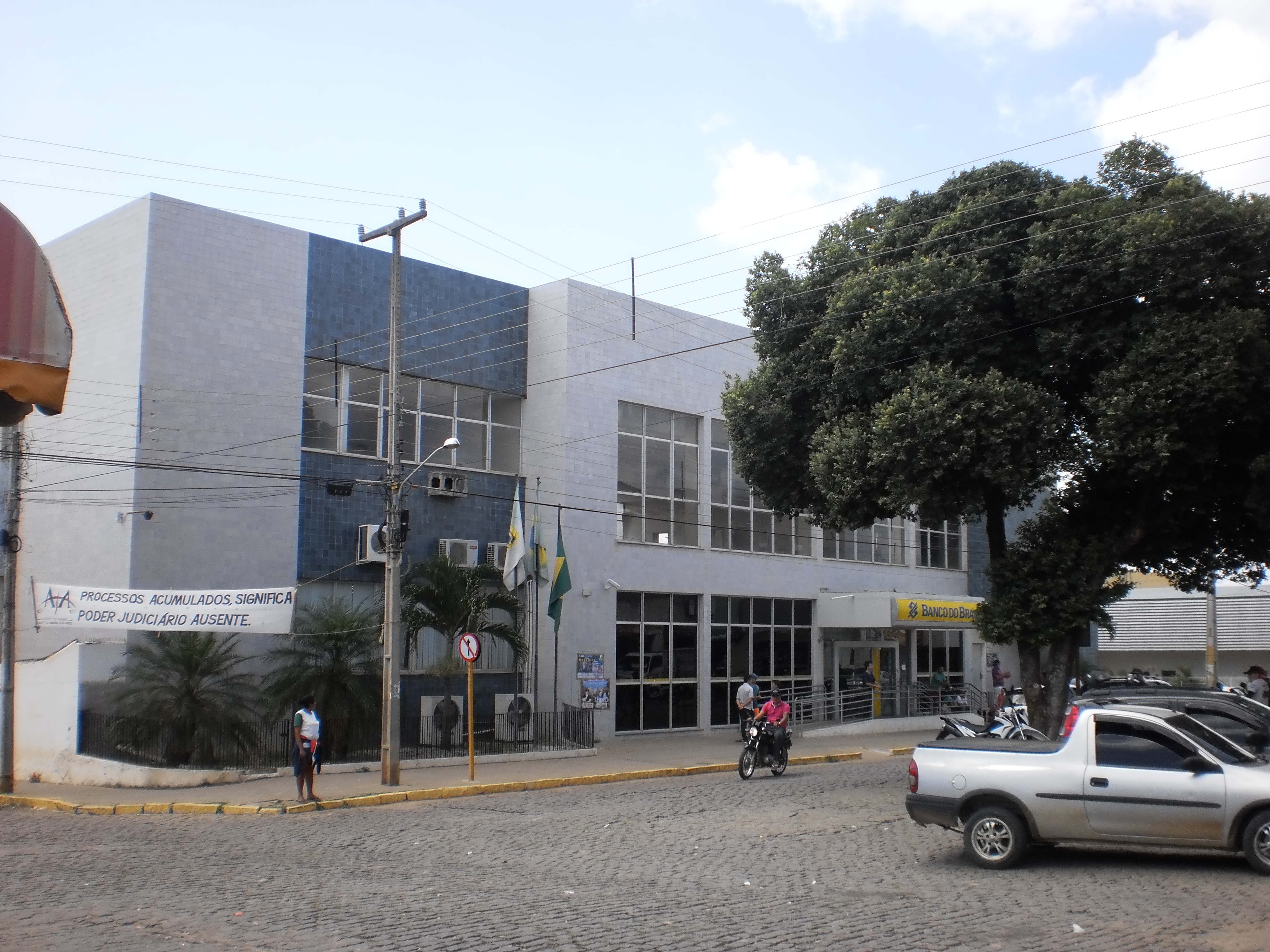
Agência do Banco do Brasil

Em 2010, considerando-se a população municipal com idade igual ou superior a dezoito anos, 52,2% era economicamente ativa ocupada, 40,6% inativa e 7,2% ativa desocupada. Ainda no mesmo ano, levando-se em conta a população ativa ocupada na mesma faixa etária, 36,39% trabalhavam na agropecuária, 35,12% no setor de serviços, 14,29% no comércio, 7,18% na construção civil, 3,52% em indústrias de transformação e 0,49% na utilidade pública. Em 2012, o Produto Interno Bruto (PIB) do município de São Miguel era de R$ 127 214 mil, dos quais 103 732 mil do setor terciário, R$ 11 149 mil do setor secundário, R$ 8 165 mil de impostos sobre produtos líquidos de subsídios a preços correntes e R$ 4 168 mil do setor primário. O PIB per capita era de R$ 5 784,01.
Segundo o IBGE, em 2013 o município possuía um rebanho de 23 400 galináceos (frangos, galinhas, galos e pintinhos), 3 810 bovinos, 3 254 ovinos, 1 282 caprinos, 942 suínos e 193 equinos. Na lavoura temporária de 2013 foram produzidos mandioca (70 t), feijão (54 t), milho (25 t) e batata-doce (24 t), e na lavoura permanente coco-da-baía (12 000 frutos), banana (154 t), manga (45 t) e castanha de caju (6 t). Ainda no mesmo ano o município também produziu 501 mil de leite de litros de 850 vacas ordenhadas; 55 mil dúzias de ovos de galinha e 9 600 quilos de mel de abelha. Conforme a Estatística do Cadastro de Empresas de 2013, São Miguel possuía 235 unidades (empresas) locais, 228 delas atuantes; salários juntamente com outras remunerações somavam 18 429 mil reais e o salário médio mensal de todo o município era de 1,8 salários mínimos.

## Infraestrutura

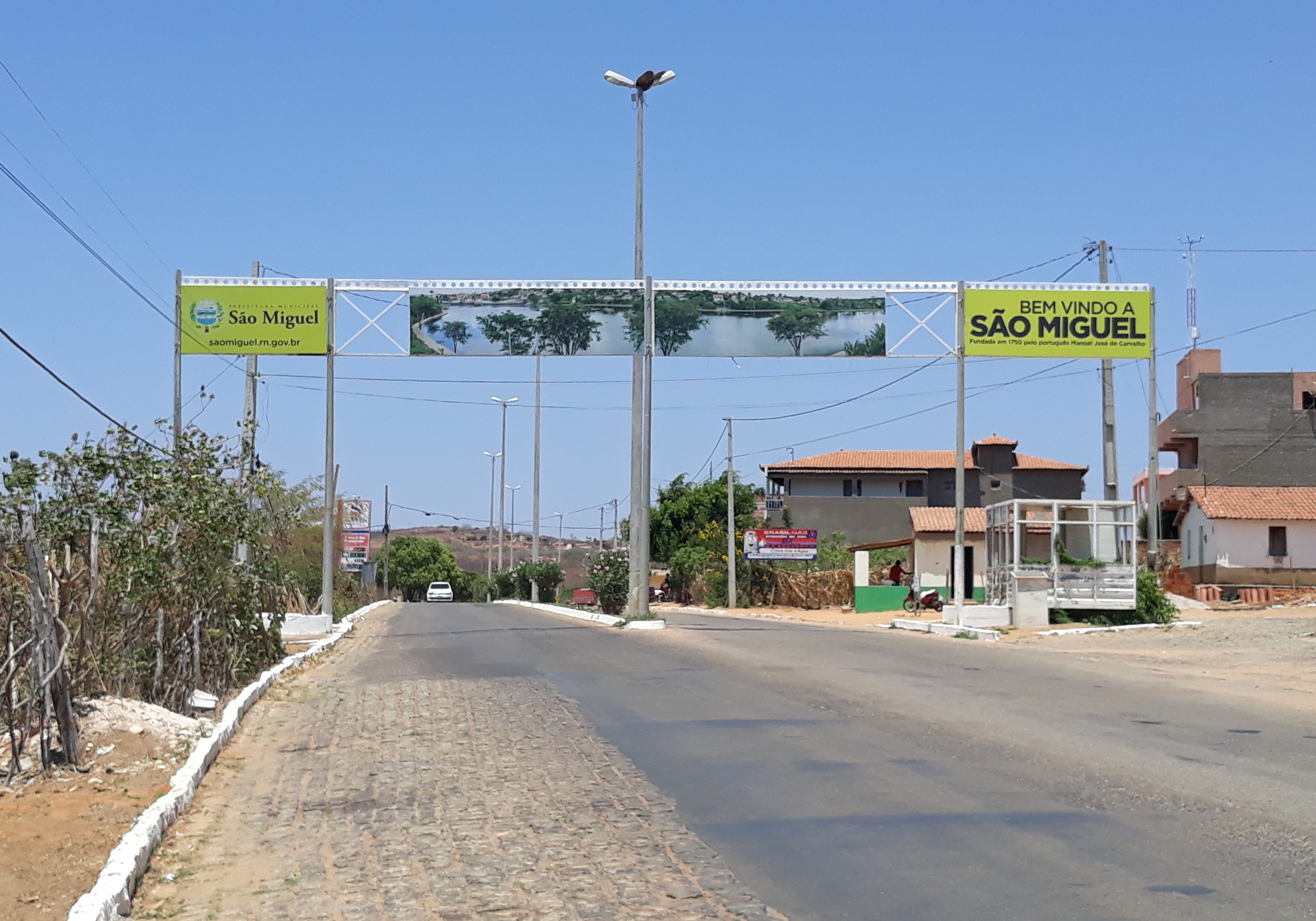
RN-177, a única rodovia que passa pelo município, na entrada da cidade

O abastecimento de água de São Miguel é operado pela Companhia de Águas e Esgotos do Rio Grande do Norte (CAERN), que possui um escritório na cidade, e a concessionária responsável pelo fornecimento de energia elétrica é a Companhia Energética do Rio Grande do Norte (COSERN), do Grupo Neoenergia, presente nos 167 municípios do estado, sendo a voltagem nominal da rede de 220 volts. Em 2010, o município possuía 93,86% de seus domicílios com água encanada, 99,34% com eletricidade e 67,96% com coleta de lixo.
O serviço telefônico móvel é oferecido por três operadoras de telefonia, Claro, TIM e Vivo, sendo 084 o código de área (DDD). No último censo, 74,16% tinham somente telefone celular, 6,57% possuíam celular e fixo, 1,36% apenas telefone fixo e os 17,91% restantes não possuíam nenhum. O Código de Endereçamento Postal (CEP) local é 59920-000. No transporte, o acesso ao município se dá apenas pela RN-177, que liga São Miguel a Coronel João Pessoa e Venha-Ver e também a Encanto e Pau dos Ferros. Há ainda outro trecho desta mesma rodovia que se estende até a divisa com o estado do Ceará (município de Pereiro), onde se localiza um posto fiscal.

### Saúde

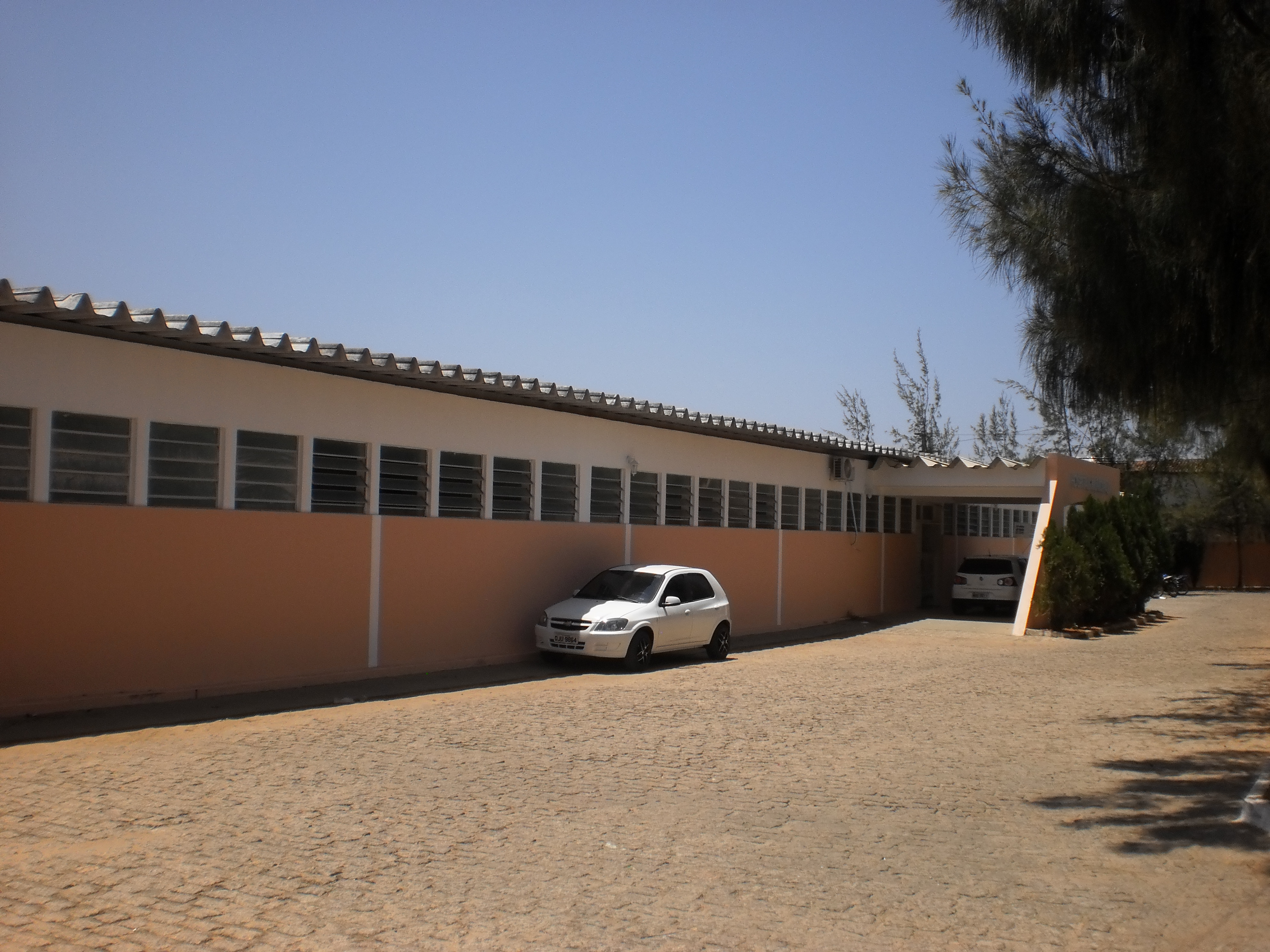
Hospital Municipal Áurea Maia de Figueiredo, unidade mista de saúde e o único hospital do município

Em 2010, a expectativa de vida ao nascer do município era de 69,83 anos, com índice de longevidade de 0,747, taxa de mortalidade infantil de 27,8 por mil nascidos vivos (até um ano de idade) e taxa de fecundidade de 2,8 filhos por mulher. No mesmo ano, havia 213 profissionais de saúde, sendo 115 auxiliares de enfermagem, quarenta médicos, dezessete enfermeiros, doze cirurgiões-dentistas, seis farmacêuticos, cinco técnicos de enfermagem, cinco psicólogos, quatro assistentes sociais, três nutricionistas, três fonoaudiólogos e três fisioterapeutas. Segundo dados do Ministério da Saúde, quinze casos de AIDS foram registrados em São Miguel entre 1990 e 2012 e, entre 2001 e 2011, foram notificados 1 443 casos de dengue e 125 de leishmaniose.
Em agosto de 2018, a rede de saúde de São Miguel era constituída por nove postos de saúde, cinco unidades básicas e um centro de atenção psicossocial (CAPS). No centro da cidade está o Hospital Municipal Áurea Maia de Figueiredo, unidade mista de saúde, situada no Centro, que possui serviços de atendimento ambulatorial, internação, SADT (Serviço Auxiliar de Diagnóstico e Terapia), urgência e vigilância em saúde, além de leitos nas especialidades de cirurgia geral, clínica geral, ginecologia, obstetrícia clínica e cirúrgica, otorrinolaringologia, pediatria clínica e psiquiatria. São Miguel pertence à VI Unidade Regional de Saúde Pública do Rio Grande do Norte (URSAP-RN), sediada em Pau dos Ferros.

### Educação
A rede de estabelecimentos educacionais de São Miguel abrange todos os níveis de ensino, desde a educação básica até o ensino médio, nas esferas pública e privada, com um total de 4 785 matrículas (censo escolar 2020), a maior parte de ensino fundamental. Dentre as instituições de ensino superior estão a Faculdade do Oeste Potiguar (FOP) e um núcleo avançado da Universidade do Estado do Rio Grande do Norte (UERN), esta autorizada pela lei estadual 8 224, de 12 de agosto de 2002. O fator "educação" do IDH no município atingiu em 2010 a marca de 0,518, ao passo que a taxa de alfabetização da população acima dos dez anos indicada pelo último censo demográfico do mesmo ano foi de 72,8% (77% para as mulheres e 68% para os homens). No mesmo ano, São Miguel possuía 10,27 anos esperados de estudo, valor acima da média estadual (9,54 anos).
As taxas de conclusão dos ensinos fundamental (15 a 17 anos) e médio (18 a 24 anos) eram de 49,18% e 35,16%, respectivamente. Por sua vez, o fluxo escolar de crianças entre cinco e seis anos na escola era de 93,32% e, de onze a treze anos cursando os anos finais do ensino fundamental, chegava a 85,32%. Entre os jovens, esses valores eram de 52,45% na faixa de quinze a dezessete anos com fundamental completo e 32,81% de dezoito a vinte anos com ensino médio completo. Considerando-se apenas a população com idade maior ou igual a 25 anos, 38,44% eram analfabetos ou com fundamental incompleto, 25,02% com fundamental completo, 17,34% médio completo e 5,45% superior completo. Dados mais recentes, de 2014, apontaram que a taxa de evasão no ensino fundamental era de 3,9%, alcançando 10,7% no ensino médio.

## Cultura
A responsável pelo setor cultural de São Miguel é a Secretaria Municipal de Educação, Esporte, Turismo e Cultura (SEDUC), que tem como objetivo planejar e executar a política cultural do município por meio da elaboração de programas, projetos e atividades que visem ao desenvolvimento cultural. Está vinculada ao Gabinete do Prefeito, integra a administração pública indireta do município e possui autonomia administrativa e financeira, assegurada, especialmente, por dotações orçamentárias, patrimônio próprio, aplicação de suas receitas e assinatura de contratos e convênios com outras instituições.

### Culinária, dança e artesanato
A culinária local dispõe de uma variedade de comidas caseiras, como a buchada, a galinha caipira, a galinha a cabidela e a panelada, além de pratos típicos tradicionais, tais como arroz de leite, canjica, compotas, doces de frutas naturais, feijoada da serra, o cuscuz de milho (temperado ou de leite), pamonha, peixe de água doce, tapioca, entre muitos outros. Outro destaque é a pizza na serra, fabricada por pizzaiolos micaelenses que trabalharam em cozinhas italianas, oferecendo novidades, como a montagem e os recheios.
Na tradição musical, São Miguel possui violeiros repentistas que apresentam suas performances em diversas apresentações e eventos festivos realizados na cidade. Na dança, destaque para a dança de São Gonçalo, de origem portuguesa e acompanhada de instrumentos, como o violão, e realizada anualmente por moradores, por meio do pagamento de promessa a São Gonçalo, santo que viveu no século XII e possuía o costume de dançar tocando viola.
No artesanato, é possível encontrar uma produção artesanal variada, criada de acordo com a cultura e o modo de vida local e feita com matérias-primas regionais, o bordado, o couro, e principalmente, o barro. Alguns grupos, como os da comunidade remanescente de quilombolas do Sítio Comum, notórias regionalmente pelos seus artefatos manuais feitos de argila, reúnem diversos artesãos da região, disponibilizando espaço para confecção, exposição e venda dos produtos artesanais. Normalmente essas peças são vendidas em feiras, exposições ou lojas de artesanato.

### Atrativos
Dentre as festividades realizadas anualmente, destacam-se a Trilha de Motos na Serra, que ocorre no mês de abril, a cada domingo da Páscoa, do qual participam motoqueiros micaelenses e de outras localidades vizinhas; a Via Sacra, que é realizada na Semana Santa, percorrendo as ruas da zona urbana, marcando a trajetória de Jesus Cristo com encenações bíblicas em locais representativos; o São João na Serra, conhecido como Arraiá do Tio Kalica, no período das festas juninas, contando com apresentações de quadrilhas, danças folclóricas, animações de bandas de forró e desfiles; a festa do padroeiro São Miguel Arcanjo, que se inicia no dia 19 de setembro com a missa de abertura e o hasteamento das bandeiras e prossegue durante nove noites de novena, encerrando-se no dia 29 de setembro com a procissão percorrendo algumas ruas da cidade com uma imagem do padroeiro; a festa de emancipação política do município, que acontece no dia 11 de dezembro; as comemorações do Natal e o tradicional Réveillon na Serra, que marca a passagem do Ano-Novo.

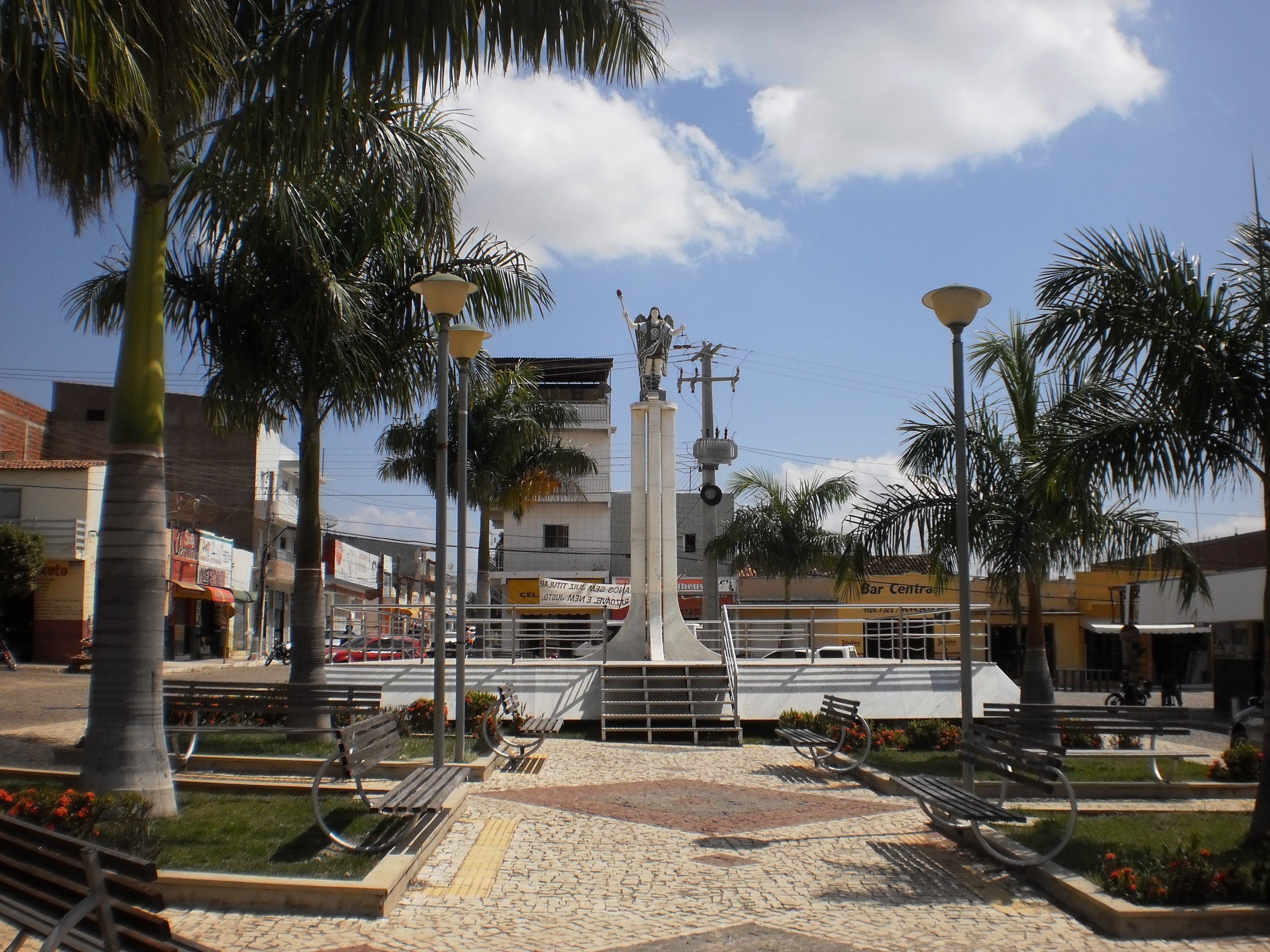
Praça 7 de Setembro com a estátua de São Miguel Arcanjo, símbolo da cidade

No patrimônio arquitetônico municipal, destacam-se edificações de interesse cultural que se encontram em pontos diversos de São Miguel, como a Igreja Matriz, algumas casas antigas, o primeiro cemitério da cidade, pequenas capelas, antigos engenhos e casas de farinhas, vestígios do processo de ocupação do espaço. Também há como principais atrativos turísticos no município:
- Açude do Bonito: reservatório que abastece a população urbana de São Miguel e está localizado a aproximadamente quinze quilômetros do centro, entre serras, possuindo uma flora rica e utilizado também para descanso, passeios de barco e lancha e pescarias;
- Açude do Jacó/Pau Branco: localizado no Sítio Jacó, é o principal atrativo voltado à prática do ecoturismo em São Miguel;
- Parque da Lagoa de São Miguel: local onde surgiu e cresceu a Vila de São Miguel, uma das áreas de grande valorização na cidade;
- Praça 7 de Setembro: abriga a Estátua de São Miguel Arcanjo, que foi construída em 1948 e colocada no centro da praça em 17 de agosto de 1950, possuindo 1,8 metros de altura e 1,2 toneladas de massa. Serve ainda como ponto de encontro entre moradores e visitantes, tornando-se um dos principais pontos de referência da cidade;
- Serrote Verde: localidade próxima a São Miguel que se destaca por possuir um ponto elevado que favorece uma visualização da paisagem natural, além de uma visão privilegiada da cidade.